# Yoshio Nakamura (karaté)
Pour les articles homonymes, voir Yoshio Nakamura et Nakamura.
Yoshio Nakamura, né en 1916, est un maître du karaté Shorin-Ryu.

## Biographie
Il fut l'élève de Shinpan Shiroma, lui-même élève de Ankō Itosu.
Il connut la plupart des  grands maîtres de karaté d'Okinawa.
Il possède une vaste connaissance des arts martiaux, et de leur histoire.
Hanshi, 10e Dan de karaté Shorin-Ryu, il a commencé le karaté très jeune et ce n'est
qu'à l'âge de cinquante ans qu'il pensa être capable d'enseigner le karaté
dans son dōjō à Naha, qu'il a appelé le "En-Bu-Kan" dōjō (Temple de la Culture Martiale).
Son enseignement très traditionnel, appris de son Maître Shiroma Shinpan,
perpétue l'apprentissage des katas originaux Shorin-Ryu. Spécialiste des bunkaï,
Yoshio Nakamura a mené une vie de recherche sur la complexité et l'utilisation
des techniques utilisées en kata.
Il est président de la "Zen Okinawa Karatedō Renmei" (Association de tous les Karatés d'Okinawa).
Il est l'un des rares derniers grands maîtres okinawaiens de Shuri-te - Shorin-Ryu encore en vie.
Yoshio Nakamura a mis par écrit son expérience et une partie de son savoir
dans un ouvrage intitulé : "Shuri Shorin-Ryu Karaté-Dō".